# مارتینز ویل (ایلینوی)
مارتینز ویل، ایلینوی (به انگلیسی: Martinsville, Illinois) یک شهر در ایالات متحده آمریکا با جمعیت ۱٬۱۶۷ نفر است که در ایلی‌نوی واقع شده‌است.